# 2 Giżycki Pułk Zmechanizowany
2 Giżycki pułk zmechanizowany – dawny oddział zmechanizowany Sił Zbrojnych RP.
Powstał w 1990 w wyniku reorganizacji 11 pułk czołgów.
Wchodził w skład 15 Warmińsko-Mazurskiej Dywizji Zmechanizowanej. 
Stacjonował w garnizonie Giżycko.
W 1994 na bazie pułku powstała 15 Giżycka Brygada Zmechanizowana im. Zawiszy Czarnego.

## Tradycje jednostki
2 pułk zmechanizowany w Giżycku wywodzi swój rodowód z owianych chwałą pułków Wojska Polskiego:
- 2 Regimentu Pieszego Królewicza XVII - 1794
- 2 Batalionu Legionów Polskich 1797 - 1801
- 2 Pułku Piechoty 1806 - 1814
- 2 Pułku Piechoty Liniowej 1815 - 1831
- 2 Pułku Piechoty Legionów 1914 - 1945

Z aktu dziedziczenia tradycji:

Przejmując dnia 3 maja 1991 r. dziedzictwo tradycji tych pułków - do wawrzynów zdobytych na szlaku od Lenino do Berlina - dodacie bohaterstwo Waszych poprzedników walczących w obronie Konstytucji 3 Maja i w Powstaniu Kościuszkowskim, bohaterstwo legionistów i żołnierzy Księstwa Warszawskiego, żołnierzy Powstania Listopadowego. W Wasz szlak bojowy wpisuje się kampania karpacka 1914/1915 r. i walki legionistów na Wołyniu. Do laurów zdobytych w Legionach dodacie i te za walki o niepodległość i granice Rzeczypospolitej w latach 1918 - 1920. Do księgi chwały bojowej wpiszą się też walki pułku we wrześniu 1939 r. od Borowej Góry do Zakroczymia. Walki odtworzonego w Armii Krajowej na ziemi Sandomierskiej 2 Pułku Piechoty AK. Czyńcie wszystko, aby być godnymi spadkobiercami tradycji 2 Pułku.
Niech czyn bojowy i bohaterska sława będą dła Was zobowiązaniem i wzorem w codziennej, żołnierskiej służbie ku chwale NAJJAŚNIEJSZEJ RZECZYPOSPOLITEJ.

## Struktura organizacyjna
- Dowództwo i  sztab
  - 2 x bataliony zmechanizowane (w tym jeden szkolny)
    - 3 x kompanie zmechanizowane
    - bateria moździerzy 120 mm
    - pluton łączności

  - 2 bataliony czołgów
    - 3 kompanie czołgów
    - pluton łączności

  - dywizjon artylerii
  - dywizjon plot
  - pluton ochrony i regulacji ruchu
  - kompania rozpoznawcza
  - kompania łączności
  - kompania saperów
  - bateria ppanc
  - kompania zaopatrzenia
  - kompania remontowa
  - kompania medyczna
  - pluton rozpoznania skażeń